# Juan Romera Sánchez
Juan Romera Sánchez fue un escritor e historiador español contemporáneo. Además, fue Académico Correspondiente de la Real Academia Alfonso X el Sabio, Cronista Oficial de Puerto Lumbreras (Región de Murcia) y Numerario de la Real Asociación Española de Cronistas Oficiales (R.A.E.C.O.).

## Biografía
Nació en Mazarrón (Murcia) el 9 de septiembre de 1932 y falleció en Murcia el 29 de diciembre de 2018. Hijo de un Funcionario de Telégrafos, residió en Puerto Lumbreras (Murcia) desde 1939.
Una vez finalizada la escuela primaria, prosigue sus estudios en el Instituto de Enseñanza Secundaria José Ibáñez Martín  de Lorca (Murcia) centro en el que obtiene el Título de Bachiller. Posteriormente, inicia la carrera de Ayudante Técnico Sanitario en el Hospital de San Francisco de esta ciudad, continuándolos en el Hospital Universitario  San Juan, de Reus (Tarragona), localidad a la que es destinado para ocupar un puesto como Auxiliar de Telégrafos.
Diplomado en Relaciones Públicas y Humanas, en 1955 obtiene por oposición en Almería, la plaza de Jefe de Telégrafos, Administrador de Correos y Caja Postal, con destino en Puerto Lumbreras (Murcia). En 1967 por Orden Ministerial (de 6 de mayo de 1967) es nombrado Funcionario del Cuerpo Especial Ejecutivo de Telecomunicaciones.  Ese mismo año es seleccionado también como corresponsal informativo del diario La verdad de Murcia en el que obtiene numerosos premios por sus artículos, noticias y reportajes.
En el año 1968 realiza el curso Fundamental Economics, organizado por el New York State Education Department. Desde 1973 colabora con el Instituto Nacional de Meteorología y las Confederaciones Hidrográficas  del Sur (Málaga) y del Segura (Murcia). Sus contribuciones con estas y con otras instituciones y la abnegada labor llevada a cabo, le hacen merecedor de varias notas laudatorias y otras distinciones, entre ellas su nombramiento en el año 2000 como Académico Correspondiente de la Real Academia Alfonso X el Sabio, organismo integrado en el Instituto de España.
Paralelamente a estas actividades, dedicó la mayor parte de su tiempo a la reconstrucción de la historia de la ciudad de Puerto Lumbreras, siendo el primero que ha investigado aspectos como los orígenes, topónimos, costumbres ancestrales y biografías de personajes ilustres. De estos últimos destaca la biografía de Augusto Vels (1917-2000), pionero de la grafología en España, las de los poetas Vicente Ruiz Llamas (1865-1891) y José Martínez Olivares (1905-1986), la del Adelantado Mayor de Castilla, Juan García de Villamayor  (1228-1266), primer propietario del Castillo de Nogalte y la del General José Toral y Velázquez,  (1832-1904), último gobernador militar español en Cuba hasta la pérdida de esta, como consecuencia de la Guerra hispano-estadounidense de 1898, entre otros trabajos. Sus estudios han sido y son divulgados en conferencias, reportajes y entrevistas en distintos medios de comunicación nacionales y extranjeros y, fundamentalmente,  a través de publicaciones, las cuales se han convertido en el punto de partida y en un referente indispensable para otros investigadores de temas relacionados con la Comarca del Alto Guadalentín y de la Región de Murcia en general.
En 2005 la Corporación Municipal del Ayuntamiento de Puerto Lumbreras lo nombró  Cronista Oficial como reconocimiento a sus contribuciones a la historia local. Un año después entró a formar parte de la Asociación de Cronistas Oficiales de la Región de Murcia, institución cuyo objetivo es ahondar, estudiar y difundir la cultura de los pueblos, y en 2010 es nombrado miembro Numerario de la Real Asociación Española de Cronistas Oficiales.

En 2012 se le concede la distinción de Hijo Adoptivo de Puerto Lumbreras por su dilatada labor investigadora y divulgativa sobre la historia de esta ciudad.

## Obras

### Historia
- Guía Histórico-Informativa de Puerto Lumbreras (1994) ISBN 84 6914165 6
- Historia de la Imagen y Cofradía Virgen de los Dolores (1994)
- Fundaciones religiosas en la Feligresía de Lumbreras-Nogalte (s.XVI-XX), (1998)
- La riada del 19 de octubre (1998) ISBN 84 691 4164 9
- El Ayuntamiento de 1837: Libro capitular de los Acuerdos que se celebraron por este Ayuntamiento Constitucional, (Vol II), (2002)
- El primer Ayuntamiento Lumbrerense, (Vol. I), (2003) ISBN 84 691 4255 4
- El Ayuntamiento Lumbrerense en el Trienio Liberal, (Vol.II), (2005)
- Apuntes para la Historia de Puerto Lumbreras, (Vol. I),  (2007) ISBN 84 691 4255 4
- Apuntes para la Historia de Puerto Lumbreras:  Pleito de 1760-73 sobre surtimiento de agua a los aljibes del campo, (Vol.II), (2007)
- Apuntes para la Historia de Puerto Lumbreras, Homenaje a la Placeta, (Vol. III), (2008) ISBN 84 691 4254 7
- Apuntes para la Historia de Puerto Lumbreras: Cien fotos de cincuenta años (Vol.IV), (2008)
- Apuntes para la Historia de Puerto Lumbreras: La segregación municipal de Lorca en 1958,(Vol.V) (2008)
- Apuntes para la Historia de Puerto Lumbreras: Cincuenta fotos de cien años, (Vol.VI), (2009)
- La riada de San Wenceslao en Lorca y Puerto Lumbreras: Riesgo de inundación y gestión del territorio, (en colaboración con Joaquín David Romera Franco), (2016) ISBN 978 84 608 2286 8

### Biografías
- Breves Biografías de Lumbrerenses Ilustres (1987) ISBN 978 84 505 5168 6
- Augusto Vels: Biografía de un grafoanalista (1996)
- Lumbrerenses de otra época (1997)
- Pregones, pregoneros y religiosos lumbrerenses (2002)
- José Antonio López: Consideraciones sobre su vida y su arte (2004) ISBN 84 691 4253 0
- Semblanzas y Recuerdos, (en colaboración con Mª Soledad Romera Sánchez), (2010) ISBN 978 84 606 5080 5
- Soldados lumbrerenses en la Guerra de Cuba: Datos para una reconstrucción biográfica,  (en colaboración con Mª Soledad Romera Sánchez), (2012) ISBN 978 84 616 0721 1
- José Toral y Velázquez: Aproximación biográfica (2016) ISBN 978 84 617 6149 4
- José Sosa Martínez: Biografía y expansión de Barberet & Blanc (2018) Depósito Legal: MU-1330-2018

### Narrativa
- Su primera carta (1979)
- Los enigmas de Pedrín (1994)

### Miscelánea
- Los trovos del Frasquitón (1989) ISBN 978 84 404 4963 4
- Cosas y casos del Puerto,  (2000)

## Reconocimientos

### Premios
- Premio Extraordinario en el "IV Certamen Literario Internacional "Nogalte" (1984)
- Primer Premio "III Concurso Literario de Correos" (1979)

### Distinciones
- Nota Laudatoria de la Dirección General de Correos y Telecomunicaciones por las actuaciones desarrolladas para el restablecimiento de las comunicaciones telegráficas durante las inundaciones de 1973.
- Académico Correspondiente de la Real Academia Alfonso X el Sabio (2000)
- Cronista Oficial de Puerto Lumbreras (2005)
- Pregonero de la Semana Santa de Puerto Lumbreras (2005)
- Representante de la Región de Murcia en Año Internacional de la Meteorología (2009)
- Numerario de la R.A.E.C.O. (2010)
- Insignia KDO de la Asociación de Telegrafistas de España (2010)
- Hijo Adoptivo de Puerto Lumbreras (2012)